# Меса-Фолс

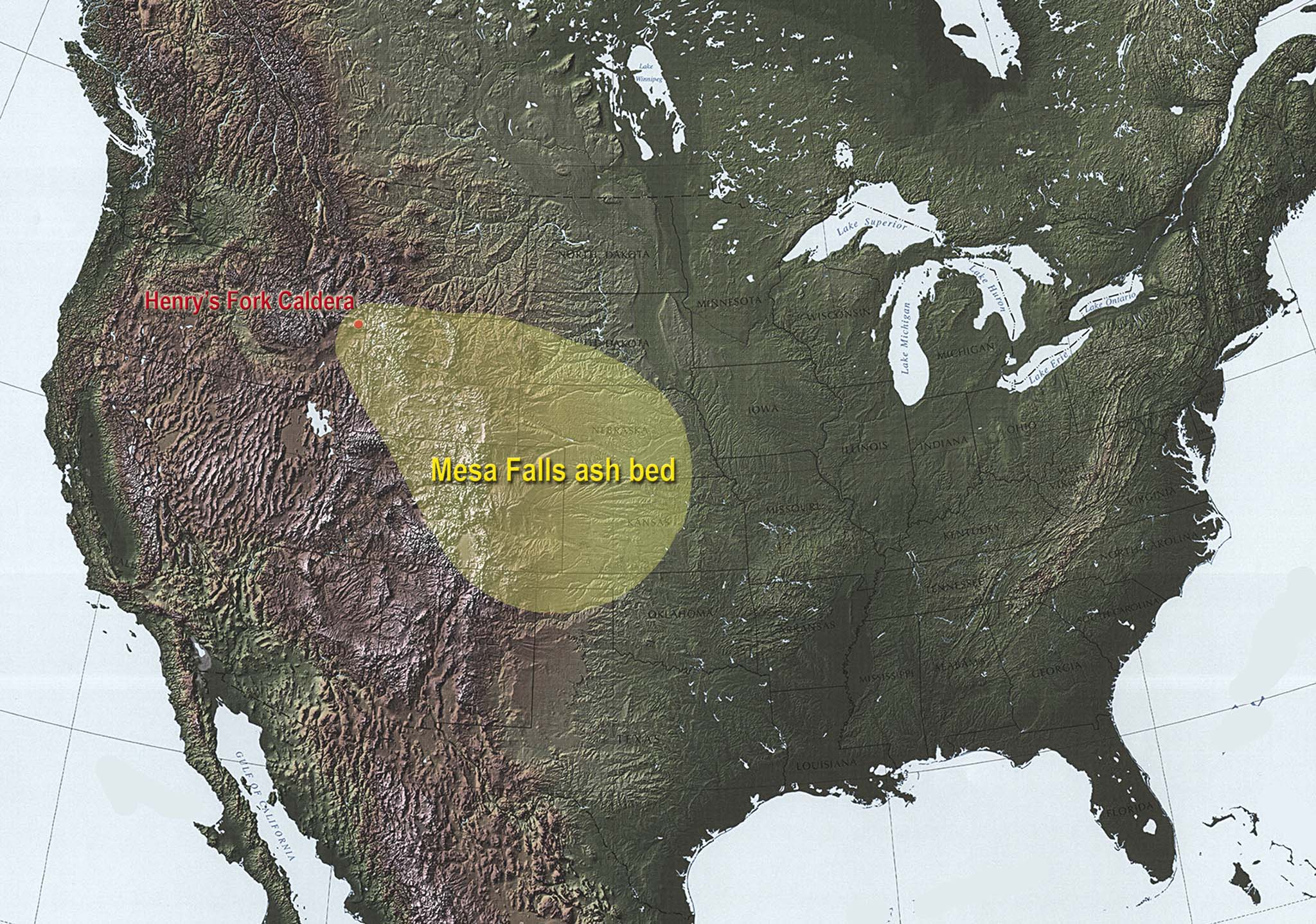
попільний шар Меса-Фоллс

Меса-Фоллс (англ. Mesa Falls Tuff) — туфова формація, утворена в результаті потужного вулканічного виверження, що сформувало кальдеру Генрис-Форк, розташовану в штаті Айдахо на захід від Єллоустоунського національного парку. Це було передостаннє кальдероутворююче виверження Єллоустуонської гарячої точки, в результаті нього було викинуто близько 280 км³ матеріалу (VEI = 7). Виверження, яке утворило туфи Меса-Фоллс, відбулося близько 1.3 млн років тому, через 800 тис. років після виверження, що сформувало Гаклберрі-Рідж, і за 670 тис. років до виверження, яке створило формацію Лава-Крік, і було меншим серед трьох останніх найбільших вивержень, пов'язаних з Єллоустоунською гарячою точкою.

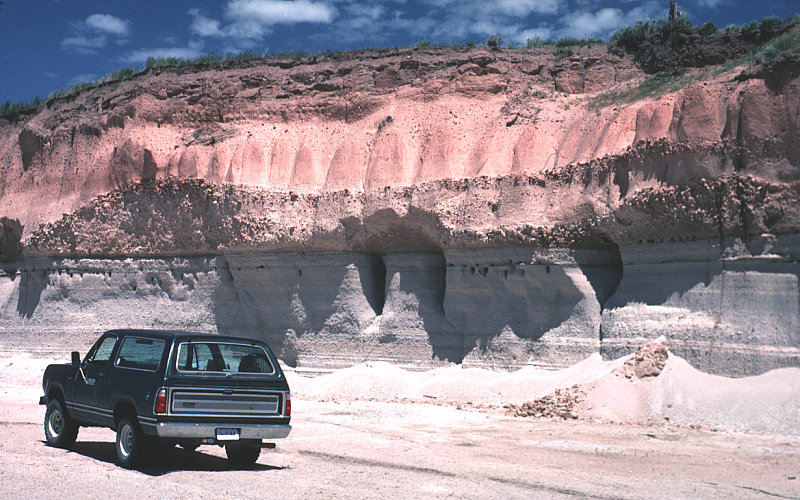
Туф Меса-Фоллс у південній частині кальдер Генрис-Форк та Айленд-Парк у районі Ештона, штат Айдахо